# Virgilio Fossati

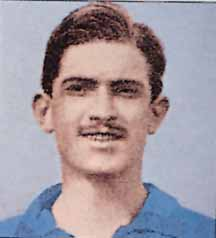
Virgilio Fossati

Virgilio Fossati (* 3. Januar 1891 in Mailand; † 29. Juni 1916 in Monfalcone) war ein italienischer Fußballspieler und -trainer.

## Laufbahn
Virgilio Fossati wurde 1891 in Mailand geboren. Als Spieler bestritt er zwischen 1909 und 1915 97 Partien für Inter Mailand, in denen er vier Tore erzielte. In der Saison 1909/10 gewann er mit Inter Mailand die Italienische Fußballmeisterschaft, den Scudetto. So kam es, dass Fossati Inters erster Mannschaftskapitän wurde; zugleich war er der erste Inter-Spieler, der in die italienischen Nationalmannschaft berufen wurde. Hier kam er zwölf Mal zum Einsatz und erzielte ein Tor. Zwischen 1909 und 1915 war Fossati außerdem auch der erste Trainer in der Geschichte des Vereins.
Seine Karriere wurde durch den Ausbruch des Ersten Weltkrieges jedoch abrupt beendet. Virgilio Fossati fiel am 29. Juni 1916 im Rang eines Capitano des 8º Reggimento di fanteria della Brigata Cuneo des Regio Esercito während des Gebirgskrieges in Monfalcone im Gefecht mit Truppen österreichisch-ungarischen Heeres. Sein Leichnam wurde nie geborgen.
Sein Bruder Giuseppe (1894–1983) spielte ebenfalls für Inter Mailand.